# 陈镇和
陈镇和（1906年—1941年1月），印尼华侨，祖籍福建，“金陵五烈士”之一。曾是中国国家足球队成员，1932年参加中国空军，后担任空军5大队27中队飞行员空军中尉。1941年执行飞行任务时牺牲，年仅35岁。他的名字在南京抗日航空纪念馆展厅中被纪念。

## 生平
1906年，陈镇和出生在荷屬東印度群島，父亲是当地华侨陈金山。他十三歲那年被家人送回中國入讀南京的金陵大学附属中学。1926年从金陵大学附属中学毕业后，考入上海暨南大学工商管理系。在校期间，品学兼优，酷爱体育，是学校足球队的主力队员，並且追隨李惠堂加盟樂華足球隊。1930年，他首次入選中華民國足球代表隊参加第九屆遠東運動會，便成為球隊主力左中場，協助国家隊成功衛冕冠軍。
1932年大學畢業後，一·二八淞沪抗战爆发，陈镇和毅然投身抗日，他还写过一首有名的小诗，表达了他的豪情壮志：“男儿莫惜少年头，快把钢刀试新仇。杀尽倭奴雪旧耻，誓干扶桑方罢休。”他考入位於廣州的廣東航空學校，在學期間，每逢週末便到香港，為中華體育會效力。
1936年，中華民國獲得柏林奥运会足球賽參賽資格。國民政府只支付路费的四分之三，中華民國足球队提前3个月出发，在越南、新加坡、印尼、马来西亚、缅甸、印度一共踢球24场，籌得20萬元經費。柏林奥運會足球賽初赛，以0∶2败于英国队被淘汰。
踢完奧運足球賽回國後，他再次加入軍隊，被編入空軍軍官學校，在洛陽進行飛行訓練。1937年初完成初級訓練後，轉到位於杭州的中央航空學校，接受中級飛行訓練。1937年7月7日，“卢沟桥事变”爆发时，陈镇和已是当时的空军飞行中队长，担任保卫南方海岸线的防空任务，在抗击日寇的战争中屡立战功，还曾因所在中队在广东战区击落日军敌机4架而获得嘉奖。
当时中国空军飞机很少，机型很旧，作战时使用的主要是一种帆布蒙皮、敞着座舱的双翼飞机，飞起来又慢又笨，火力很弱，比日机差很多，飞行员们把它们叫做“老道格拉斯”“老古董”，陈镇和与战友们都非常希望换新机，好痛痛快快地打敌人。后来，国民政府终于打算从苏联手中接收一批新型战机，被派往新疆接收新机的陈镇和兴奋异常。1941年1月，陈镇和等人驾驶着第一批苏联战机从新疆飞回成都基地，在接近兰州战区进入星星峡时，天气突变，刮起了大风，没想到操纵系统又突然失灵，飞机急速向地面俯冲，并在瞬间坠毁。他牺牲时，年仅35岁，他的遗体安葬在兰州焦家湾空军烈士公墓。

## 家庭
陈镇和在四兄妹中排行第三，四弟陈镇祥后来也成为中国国脚。